# لويز فونغ
لويز فونغ (بالإنجليزية: Luise Fong)‏ هي فنانة تنصيبية ورسامة نيوزيلندية، ولدت في 1964 في سانداكان في ماليزيا.